# Гидранэнцефалия
Гидранэнцефалия — крайне редкая, врождённая аномалия головного мозга, характеризующиеся полным или почти полным отсутствием больших полушарий, которые замещены полостью, заполненной спинномозговой жидкостью. Частота этого редкого порока развития составляет около одного случая на 18000 новорождённых. У больных отсутствует кость черепа. Продолговатый мозг и мозжечок сохранены. Наблюдаются судороги, грубые моторные и психические нарушения. Эффективного лечения этой аномалии развития не существует, поэтому, как правило, дети умирают в течение первого года жизни. Первый год жизни — наиболее труден для детей с этим пороком развития, но выживание всё-таки возможно. Известен случай, когда больной дожил до 32 лет.
Гидранэнцефалию необходимо дифференцировать с внутренней гидроцефалией, наружной гидроцефалией и голопрозэнцефалией. Основными их различиями с гидранэнцефалией является сохраненная кора больших полушарий мозга (при внутренней гидроцефалии), сохраненные извилины больших полушарий (при наружной гидроцефалии).
Главным профилактическим методом является антенатальная диагностика заболевания. Обычно она проводится, если в семье был ребёнок с похожим поражением головного мозга. Такая диагностика делается на основании многоводия, во время которого количество и объём околоплодной жидкости больше нормы в 8—10 раз. Также проводят амниофетоскопию и рентгенологическое исследование плода, помогающие антенатальной диагностике.
Основные причины заболевания:
| Хромосомные аномалии | Рак                     | Инфекции        | Геморрагические болезни | Синдромы                 |
| -------------------- | ----------------------- | --------------- | ----------------------- | ------------------------ |
| Синдром Патау        | Опухоли головного мозга | Краснуха        | Дефицит фактора XIII    | Агнатия                  |
|                      |                         | Токсоплазмоз    |                         | Гипоплазия мозга         |
|                      |                         | Герпес          |                         | Дисплазия почек          |
|                      |                         | Цитомегаловирус |                         | Врождённые пороки сердца |
|                      |                         |                 |                         | Птеригий                 |

Впервые эта аномалия развития была описана в 1835 году анатомом Жаном Крювелье под названием «гидроцефалическая анэнцефалия».